# Hinton (Kanada)
Hinton – miasto w Kanadzie, w prowincji Alberta.